# Wąsosz (województwo zachodniopomorskie)
Wąsosz (niem. Bruchhof) – osada w Polsce położona w województwie zachodniopomorskim, w powiecie drawskim, w gminie Złocieniec. W latach 1975–1998 miejscowość administracyjnie należała do województwa koszalińskiego. W roku 2007 osada liczyła 15 mieszkańców. Miejscowość wchodzi w skład sołectwa Bobrowo.

## Historia
Pałac do roku 1945 był częścią folwarku Bruchhof (1300 ha), przemianowanego po 1945 na Bruchowo lub Ugory. Sam pałac powstał około roku 1850 w stylu neogotyckim z inicjatywy Hansa von Grünberg. Usytuowano go na niewielkim wzniesieniu po zachodniej stronie drogi dojazdowej do folwarku, jednakże z dala od jego zabudowań. Pałac otoczono parkiem krajobrazowym. 

## Geografia
Osada leży ok. 3 km na południe od Bobrowa, ok. 1,8 km na wschód od jeziora Wąsosze.

## Zabytki i atrakcje turystyczne
Zabytek chroniony prawem:

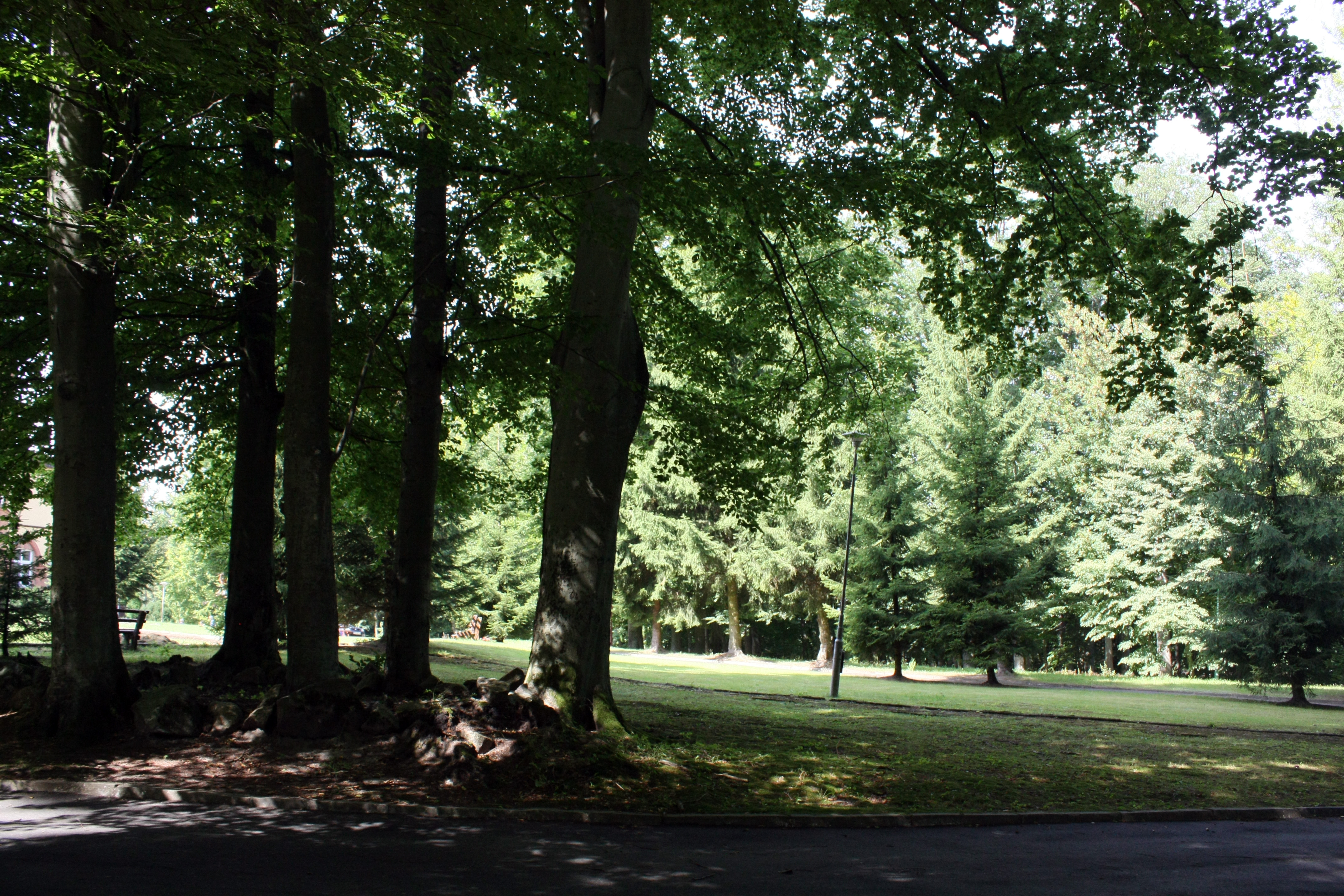
Fragment parku przypałacowego

- krajobrazowy park pałacowy o cechach angielskich, z drugiej połowy XIX wieku, nr rej. 1 157 z dnia 23 marca 1982 r. Pozostałość po pałacu.